# Avhållsamhet
Avhållsamhet eller abstinens innebär att man avstår från någonting. Begreppet syftar ofta på avhållsamhet från något njutningsmedel eller sexuellt umgänge.
Sexuell avhållsamhet utesluter inte intim samlevnad med en annan människa, endast att man undviker samlag och annat sex med en annan människa. Detta skiljer sig från celibat, där man helt undviker intima kontakter och ett fast förhållande med en annan människa.
Orsaker till avhållsamhet kan vara:
- Kyskhet (religiösa eller ideologiska skäl)
- Undvikande av graviditet
- Undvikande av sexuellt överförda infektioner
- Motverkande av porr- och masturbationsberoende